# Pompey Elliott
Harold Edward (Pompey) Elliott (Charlton, 1878. június 19. – 1931. március 23.) többszörösen kitüntetett, érdemrendekkel elismert ausztrál katonatiszt, ügyvéd és politikus.
Az ausztrál kormány hivatalos háborús krónikása, C.E.W. Bean így jellemezte Elliot-ot: "szókimondó, impulzív, ingerlékeny - de egyenes, akár egy szabályos vonal".

## Életének korai szakasza
Victoria állambeli Charltonban született 1878. június 19-én. Édesapja Thomas Elliott gazdálkodó.
Egyetemi tanulmányait a Melbourne-i Egyetemen végezte, 1906-ban diplomázott a jogi fakultáson, azt követően a H. E. Elliott és Társai  néven hozott létre ügyvédi irodát. Előtte 1900-ban megszakította tanulmányait, és részt vett a dél-afrikai búr háborúban a brit hadsereg tisztjeként, ahol kitüntetéssel (Distinguished Conduct Medal)  ismerték el szolgálatait.
1909 decemberében házasságra lépett Catherine Frazer Campbell-lel, akitől egy lánya és egy fia született.

## Első világháború
1913-ban már alezredesi rangban szolgált, a világháború kezdetekor, 1914 augusztusában pedig az Ausztrál Birodalmi Hadsereg 7. zászlóalj 2. dandárjának volt a parancsnoka. Pompey becenevét katonáitól kapta, energikus és robbanékony természete miatt. A Gallipoli partraszálláskor, 1915. április 25-én megsebesült. de már júniusban visszatért a hadszíntérre, ahol bátorságával sokak tiszteletét kivívta. Hadtestével a későbbiekben Egyiptomban is harcolt, a Szuezi-csatornánál. 1918 tavaszán már a Nyugati Fronton harcolt egységeivel, Franciaországban.

## Politikai tevékenysége
Elliott visszatért hazájába 1919 júniusában és bekerült Victoria állam szenátusába. Képviselői pozícióját az 1925-ös választásokat követően is megőrizte.
Politikusként is elsősorban katona maradt, aki személyesen is megpróbálta segíteni egykori katonatársait.

## Halála
Elliott-ot poszttraumatikus stressz szindrómával és depresszióval diagnosztizálták, halálának közvetlen oka azonban nem ez volt. 1931 márciusában vérnyomásproblémákkal kórházba került, és 23-án elhunyt. Teljes katonai tiszteletadás mellett helyezték örök nyugalomra. Temetésén az egykori ausztrál miniszterelnök, Stanley Bruce is részt vett.